# Michael Theurer
Michael Theurer, né le 12 janvier 1967 à Tübingen, est un homme politique allemand, membre du Parti libéral-démocrate (FDP).
Il est élu député européen en 2009 et réélu en 2014. Il démissionne de son mandat européen le 23 octobre 2017, à la suite de son élection au Bundestag lors des élections fédérales.